# Michelle Banga Moundzoula
Michelle Banga Moundzoula (sinh ngày 30 tháng 11 năm 1987) là một vận động viên điền kinh đến từ Cộng hòa Congo.
Moundzoula thi đấu cho Congo tại Thế vận hội Mùa hè 2004 ở nội dung 200 mét nữ. Thi đấu ở trận nóng thứ năm, Moudzoula kết thúc lần cuối với thời gian 24,37 giây.